# Frédéric Devreese
Frédéric Devreese, född 2 juni 1929 i Amsterdam, död 28 september 2020 i Bryssel, var en belgisk tonsättare och dirigent. 
Han studerade tonsättning 1952–1955 under Ildebrando Pizzetti vid Accademia Nazionale di Santa Cecilia och dirigering 1955–1956 under Hans Swarowsky vid Universität für Musik und darstellende Kunst Wien. Han har skrivit fyra pianokonserter, en violinkonsert, en cellokonsert, en symfoni, kammarmusik, två operor, balletsviter och sånger. Han komponerade även för film där han ofta samarbetade med regissören André Delvaux. Han tilldelades Prix Italia för sin opera Willem van Saeftinghe (1963) och Georges Delerue-priset för musiken till filmen La partie d'échecs (1994).

## Utmärkelser
- Riddare av Leopold II:s orden
- Riddare av Kronorden

[Redigera Wikidata]